# Frederik Peeters

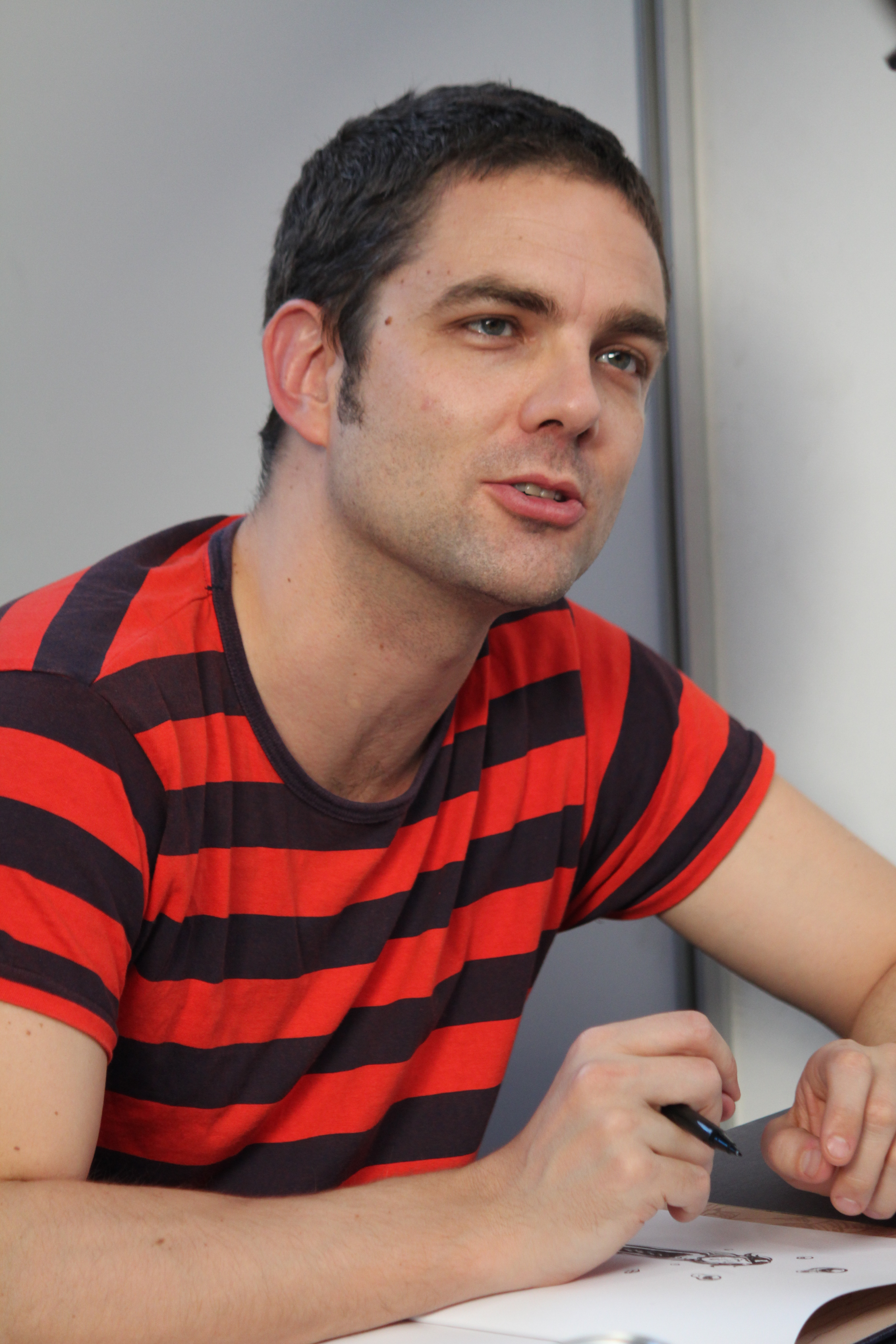
Frederick Peeters (2012)

Frederik Peeters (* 14. August 1974 in Genf) ist ein Schweizer Comiczeichner.
Peeters begann mit dem Zeichnen im Kindesalter. Mit sieben Jahren schuf er seinen ersten autobiografischen Comic. 1992 steuerte er zur Comic-Anthologie Sauve qui peut einen Beitrag bei. 1995 schloss er sein Studium der Visuellen Kommunikation in seiner Heimatstadt Genf ab. Sein erstes Comicalbum veröffentlichte er 1997 mit Fromage Confiture im Verlag Atrabile, den er gemeinsam mit drei Freunden gegründet hatte.
2001 erschien Pillules bleues (Blaue Pillen), an dem er drei Monate gearbeitet hatte. Darin beschreibt er seine eigenen Erfahrungen in einer Liebesbeziehung mit einer HIV-infizierten Frau. Der Comic wurde 2001 mit dem Prix Rodolphe Töpffer pour la jeune bande dessinée genevoise ausgezeichnet und war 2002 beim Festival International de la Bande Dessinée d’Angoulême als „Bestes Album“ nominiert. Blaue Pillen kam in Deutschland bei Reprodukt heraus und wurde von den meisten Kritikern gut aufgenommen. In Intro schrieb man beispielsweise, das Werk hinterlasse zeichnerisch und erzählerisch einen nachhaltigen Eindruck. „Da der Comic weder vordergründig belehrend ist, noch sich in der Betroffenheitsfalle verfängt, gelingt es ihm, die hinderliche Distanz zu meistern, die andere Arbeiten zu diesem Thema größtenteils auszeichnet.“ Im Jahr 2014 wurde der Comic in Frankreich unter dem Originaltitel verfilmt.
Nach einem Szenario Ibn Al Rabins schuf Peeters den Comic Les Miettes, nach einer Geschichte Pierre Wazems die sechsbändige Serie Koma. Von 2003 bis 2006 verlegte Atrabile seine Science-Fiction-Serie Lupus in vier Bänden. Von 2004 bis 2006 war diese in Angoulême nominiert und erhielt 2007 schließlich den Preis „Les Essentiels d'Angoulême“.

## Werke
- Fromage Confiture, 1997
- Brendon Bellard, 1998
- Blaue Pillen (Pilules Bleues), 2001
- Les Miettes, 2001
- Constellation, 2002
- Koma, seit 2003
- Lupus, 2003–2006
- Onomatopées, 2004
- Pachyderme, 2009
- Château de sable, 2010
- Aâma

1. L'Odeur de la poussière chaude, 2011.
2. La Multitude invisible, 2012.
3. Le désert des miroirs, 2013.
4. Tu seras merveilleuse, ma fille, 2014

- L'odeur des garçons affamés, 2016

## Verfilmungen
- 2014: Pilules Bleues (Blaue Pillen)
- 2021: Old (Château de sable)